# Ostodes brazieri
Ostodes brazieri е вид коремоного от семейство Neocyclotidae.

## Разпространение
Видът е разпространен в Микронезия.